# Calcinus talismani
Calcinus talismani is een tienpotigensoort uit de familie van de Diogenidae. De wetenschappelijke naam van de soort werd in 1892 voor het eerst geldig gepubliceerd door Alphonse Milne-Edwards & Bouvier.